# 권이종
권이종(權彛鐘, 1940년 10월 8일~2022년 8월 1일)는 대한민국의 전라북도 장수군 출신의 교육학자이다.  파독광부 출신으로 한국교원대학교 교수로 재직했고 한국청소년정책연구원 원장을 역임했고, 아프리카아시아 난민교육후원회장을 지냈다.

## 학력
- 독일 아헨대 대학원 교육학 석사
- 독일 아헨대 대학원 교육학 박사

## 약력
- 1964년 파독광부로 독일 메르크슈타인광산에 파견 3년간 근무
- 1979년~1985년 전북대학교 교육학과 교수
- 1985년~2006년 한국교원대학교 교육학과 교수
- 한국청소년개발원 이사
- 대통령자문 새교육공동체위원회 위원
- 민주평통 자문위원
- 한국청소년정책연구원 원장(2001.6~2004.8)
- ㈔한국파독광부총연합회 부회장
- 한국교원대학교 명예교수
- 교원캠퍼스(www.teacher21.co.kr)원장
- 아프리카아시아 난민교육후원회장(https://web.archive.org/web/20191211075640/http://www.adrf.or.kr/)

## 생애
- 권이종 교수는 가난한 집안 형편 때문에 고등학교를 마치고 ‘파독 광부 2기’에 지원해 독일로 떠났다.[5],소 팔아 여비를 마련해준 가족에게 보답하고자 연장 근무에 아르바이트까지 하면서 공부했다. 가난한 나라 한국에서 온 성실한 젊은이에게 여기저기서 도움의 손길을 내밀어 독일에서 박사학위까지 취득했다. 1979년에 귀국해서는 전북대 교수가 됐고, 1985년부터 한국교원대에 재직하다 2006년 정년퇴직했다.[6]

## 영화 국제시장 모델[7]
- 권이종 교수는 고등학교 졸업 후, 서울로 상경하여 막노동 도중 같이 일하던 대학생이 보여준 파독 광부 모집 공고를 보고 응시하여 합격하게 된다. 독일에서 3년간의 근무 기간 동안 독일어를 성실하게 독학하는 모습을 보던 주위 사람들의 도움으로 아헨공대 사범대학에 입학하게 된다. 이 시절 파독 간호사로 근무하던 부인을 만나 결혼해서, 그 곳에서 박사학위를 마칠 때까지 독일에서 살다가 한국으로 귀국한다.
- 영화 국제시장의 윤제균 감독은 권이종 교수와 파독 광부의 모집과 근무 환경 등의 인터뷰를 통해 그의 파독 광부 생활과 파독 간호사간의 만남에 주목하여, 주인공 덕수(황정민 분)의 광부생활 부분과 영자(김윤진 분)와 만남과 연애 부분을 재 해석하였다.

## 주요 저서
- 교수가 된 광부, 이채, 2004
- 청소년문화론, 공동체, 2010
- 평생교육개론, 교육과학사, 2010
- 교육학의 이해, 학지사, 2007